# Data Interchange Format
Data Interchange Format (DIF) – format pliku do wymiany danych tabelarycznych, np. eksportu danych z programu kadrowego czy finansowego i importu do arkusza kalkulacyjnego. Pierwotnie stworzony przez firmę Software Arts do użycia w programie VisiCalc, a w latach 80. XX wieku udostępniony oficjalnie do użycia w innych programach.
Format jest wspierany przy eksporcie i imporcie pojedynczych arkuszy m.in. w Microsoft Excel, OpenOffice Calc oraz LibreOffice Calc.